# 剑桥大学基督圣体学院
劍橋大學基督聖體學院（英語：Corpus Christi College, Cambridge）是剑桥大学的一个学院。基督聖體學院是剑桥大学唯一一所由剑桥市民建立的学院，由基督聖體行會和圣母玛利亚行會始建于1352年。
基督圣体学院是剑桥大学仅次于彼得学院规模第二小的学院，也是招收本科人数最少的学院。
该学院历来是剑桥大学学术上较为成功的学院之一。在非官方的汤普金斯表中，该表按本科生获得的学位等级对各学院进行排名，2012年该学院排名第三，其32.4%的本科生获得了一流学位。该学院2003年至2012年的平均排名为第9位，2022年排名为第9位。就固定资产而言，该学院跻身最富有的剑桥大学之列，白银异常丰富。截至2017年6月底，学院的获得捐赠价值为9千万英镑，而其净资产价值为2.274亿英镑。
1. ↑  . Corpus Christi College Cambridge. （原始内容存档于8 August 2014）.
2. ↑  . About. Corpus Christi College Cambridge. （原始内容存档于8 August 2014）.